# Rudolf Fürst
Rudolf Fürst (* 22. Juli 1868 in Prag; † 14. März 1922 in Berlin) war ein österreichischer Germanist und Literaturhistoriker. 

## Leben
Rudolf Fürst war der Sohn des Arztes Ludwig Fürst (1835–1871) und der Antonie, geb. Forchheimer (1843–1907). Er studierte Germanistik an der Karl-Ferdinands-Universität in Prag, wo er 1893 zum Dr. phil. promovierte. Von 1902 bis 1905 war er dort Archivleiter und Lektor, sowie Privatgelehrter, Mitarbeiter zahlreicher Literatur-Fachzeitschriften und ständiger Korrespondent der Bühne und Welt; Zeitschrift für Theaterwesen, Literatur und Kunst. 1905 ging er nach Berlin, dann für einige Zeit zu Studienzwecken nach Italien und Paris. 
Rudolf Fürst ist der Verfasser zahlreicher Darstellungen und Ausgaben zur böhmischen, österreichischen und deutschen Literaturgeschichte.
Er heiratete seine Cousine Margarethe (das Datum der Hochzeit ist unbekannt), hatte mit ihr einen Sohn, Ludwig (* 1900 in Prag) und verstarb 1922 in Berlin.

## Werke (Auszug)
- 1894: August Gottlieb Meissner. Eine Darstellung seines Lebens und seiner Schriften, mit Quellenuntersuchungen
- 1897: Die Vorläufer der modernen Novelle im 18. Jahrhundert
- 1897: Die deutschen Erzähler des 18. Jahrhunderts
- 1899: Adalbert Stifters Werke
- 1903 Deutschlands Roman im 19. Jahrhundert
- 1907: Raimunds Vorgänger: Bäuerle, Meisl, Gleich
- 1908: Ferdinand Raimunds sämtliche Werke
- 1910: Heinrich Heines Werke (mehrere Bände)
- 1921: Gottfried Keller